# Never Say Never Mind: The Swedish Bikini Team
Never Say Never Mind: The Swedish Bikini Team è un film del 2003 diretto da Buzz Feitshans IV.
È un film commedia britannico con Bruce Payne, John Rhys-Davies e Vendela Stjernstrom. È una parodia dei film di spionaggio alla 007, sullo stile di Austin Powers. Nel cast è incluso lo Swedish Bikini Team, un gruppo modelle statunitensi apparse in varie campagne pubblicitarie negli anni 1990.

## Produzione
Il film, diretto da Buzz Feitshans IV su una sceneggiatura di Ron Bryan e B. Daniel Martinez, fu prodotto da Ron Bryan, Emilio Ferrari e Kevan Van Thompson per la Overlode Productions, la Revenge Films e la A Plus Entertainment e girato a Londra con un budget stimato in 5.000.000 di dollari.

## Distribuzione
Il film fu distribuito nel Regno Unito dal 26 agosto 2003 in DVD dalla A Plus Entertainment con il titolo Never Say Never Mind: The Swedish Bikini Team.
Alcune delle uscite internazionali sono state:
- in Francia nel maggio del 2002 (Cannes Film Market)
- in Portogallo nel 2004 (Força de Elite)
- in Ungheria il 1º aprile 2008 (in prima TV)
- in Giappone il 4 aprile 2008

## Promozione
La tagline è: "The Adventure Never Stops".